# NGC 6917
NGC 6917 este o galaxie situată în constelația Delfinul. A fost descoperită în 15 august 1863 de către Albert Marth. Se află la o distanță de 66,93 de megaparseci de Pământ.